# 55-я бомбардировочная авиационная дивизия
55-я бомбардировочная авиационная Краснознамённая дивизия  (55-я бад) — соединение Военно-Воздушных сил (ВВС) Вооружённых Сил РККА бомбардировочной авиации, принимавшее участие в боевых действиях Советско-японской войны, вошедшая в состав ВВС России после распада СССР.

## История наименований дивизии
- 55-я авиационная дивизия дальнего действия (21.03.1942 г.)[1];
- 55-я бомбардировочная авиационная дивизия (26.12.1944 г.);
- 55-я бомбардировочная авиационная Краснознамённая дивизия (14.09.1945 г.);
- 55-я тяжёлая бомбардировочная авиационная Краснознамённая дивизия (1951 г.);
- Войсковая часть (Полевая почта) 65346[1].

## История и боевой путь дивизии
Дивизия сформирована 21 марта 1942 года в составе авиации Дальнего действия в городе Комсомольск-на-Амуре. Входила в состав 9-й воздушной армии. В связи с переформированием дальней авиации в 18-ю воздушную армию Директивой Генерального Штаба № орг.10/315706 от 26 декабря 1944 года 55-я авиационная дивизия дальнего действия переименована в 55-ю бомбардировочную авиационную дивизию и введена в состав 19-го бомбардировочного авиационного корпуса в составе Дальневосточного фронта.

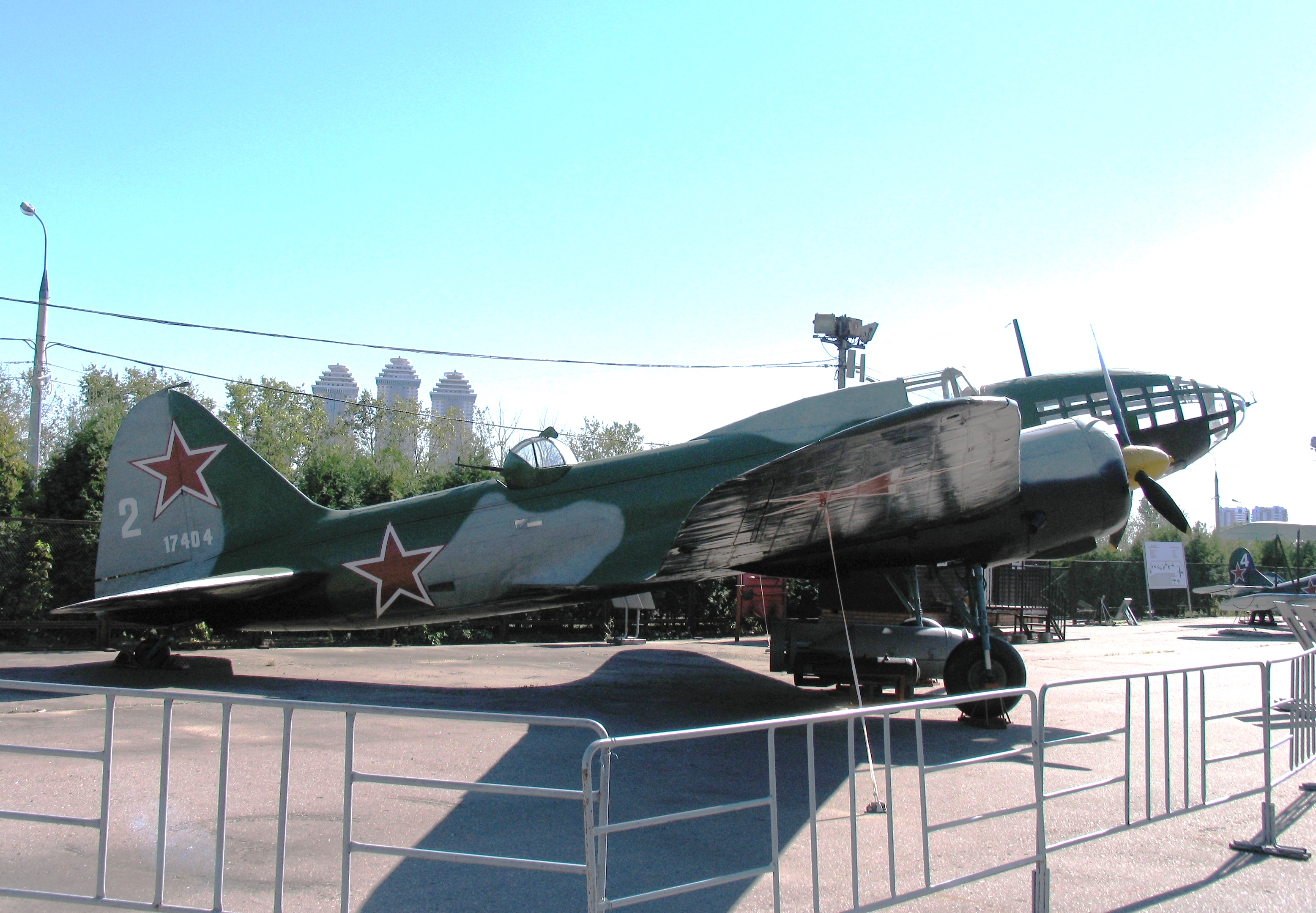
Самолёт Ил-4 на Поклонной горе в Москве. Такими самолётами была вооружена дивизия на период войны с Японией.

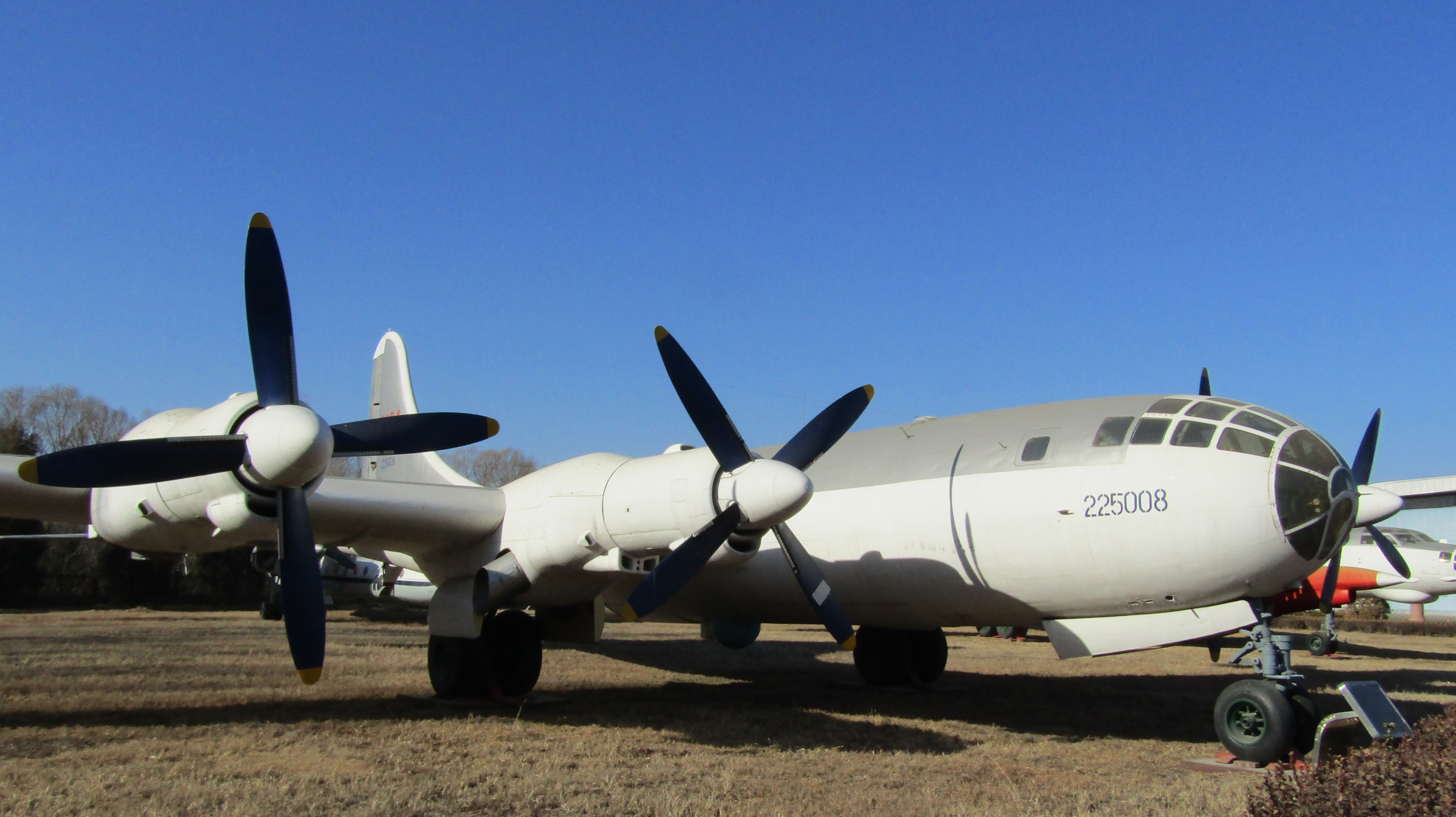
Самолёт Ту-4. Такие самолёты дивизия получила в 1951 году.

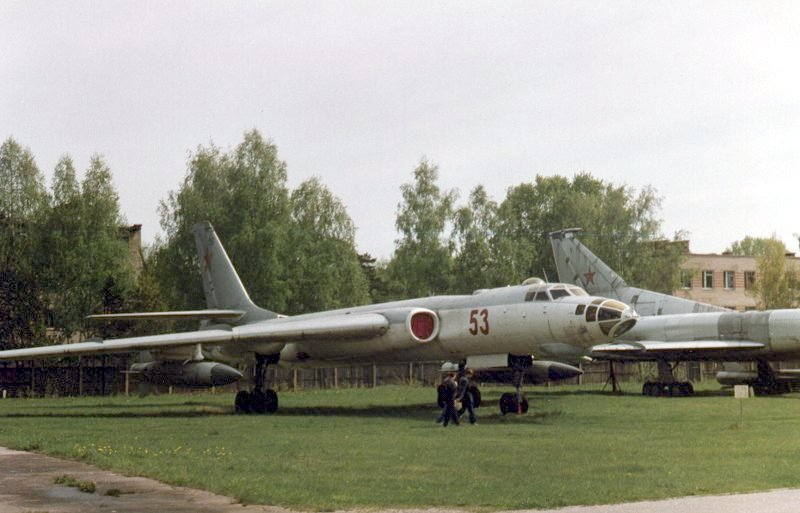
Самолёт Ту-16 пришёл на смену устаревшему Ту-4 в 1956 году.

С 1 июля дивизия вместе с 19-м бомбардировочным авиационным корпусом вошла в состав 9-й воздушной армии Приморской группы войск, а с 5 августа — 1-го Дальневосточного фронта. Дивизия включала:
- штаб и управление дивизии (базирование — Варфоломеевка)[4];
- 444-й бомбардировочный авиационный полк (Ил-4, базирование — Варфоломеевка)[4];
- 443-й бомбардировочный авиационный полк (Ил-4, базирование — Соколовка)[4];
- 303-й бомбардировочный авиационный полк (Ил-4, базирование — Чугуевка)[4].

С началом войны с Японией дивизия в составе 19-го бомбардировочного авиационного корпуса 9-й воздушной армии 1-го Дальневосточного фронта участвовала с 9 августа по 2 сентября 1945 года в Харбино-Гиринской наступательной операции. Её части совершали боевые вылеты на бомбометание целей Чанчунь, Муданьцзян и Дуннинского узла сопротивления.
В составе действующей армии дивизия находилась с 9 августа 1945 года по 3 сентября 1945 года.
Боевой состав дивизии в Советско-японской войне:
- 303-й бомбардировочный авиационный полк (Ил-4);
- 443-й бомбардировочный авиационный полк (Ил-4);
- 444-й бомбардировочный авиационный полк (Ил-4).

После окончания войны с Японией дивизия до июля 1947 года базировалась на аэродроме Ханко-2 (Хамсунг) в Северной Корее (ныне провинция Хамгён-Намдо КНДР). В 1946 году 303-й бомбардировочный авиационный полк передан в состав 33-й бомбардировочной авиадивизии, а 443-й бомбардировочный авиационный полк был расформирован. Вместо этих полков дивизия получила 158-й гвардейский бомбардировочный Брянско-Берлинский Краснознамённый авиационный полк из 16-й гвардейской бомбардировочной авиационная дивизии на самолётах Ил-4. В феврале 1949 года корпус, куда входила дивизия был переименован в 84-й бомбардировочный авиакорпус. В мае 1951 года в дивизию передан 169-й гвардейский бомбардировочный Рославльский авиационный полк из 33-й бомбардировочной авиационной дивизии.
В 1951 году дивизия получила на вооружение новый самолёт Ту-4 и была переименована в 55-ю тяжёлую бомбардировочную авиационную дивизию, а 19-й бомбардировочный авиакорпус — в 84-й тяжёлый бомбардировочный авиакорпус. По состоянию на 1955 год дивизия имела в своём составе:
- 158-й гвардейский тяжёлый бомбардировочный Брянско-Берлинский Краснознамённый авиационный полк (Ту-4, Спасск-Дальний);
- 169-й гвардейский тяжёлый бомбардировочный Рославльский авиационный полк (Ту-4, Хороль);
- 303-й тяжёлый бомбардировочный авиационный полк (Ту-4, Завитинск);
- 444-й тяжёлый бомбардировочный авиационный полк (Ил-4, Воздвиженка).

В 1957 году дивизия получила новый самолёт — Ту-16. 84-й тяжёлый бомбардировочный авиакорпус был преобразован в 5-ю воздушную армию дальней авиации, куда и вошла дивизия. В 1958 году 158-й гвардейский тяжёлый бомбардировочный Брянско-Берлинский Краснознамённый авиационный полк был расформирован на своём аэродроме Спасск-Дальний. В апреле 1960 года 169-й гвардейский тяжёлый бомбардировочный Рославльский авиационный полк был передан в состав 3-й морской ракетоносной Рананской дважды Краснознамённой авиационной дивизии имени Н. А. Острякова. 5-я воздушная армия дальней авиации, куда входила дивизия была реорганизована в 8-й отдельный тяжёлый бомбардировочный авиационный корпус. В августе 1980 года на базе корпуса была развёрнута 30-я воздушная армия верховного главнокомандования стратегического назначения. В феврале 1991 года 444-й тяжёлый бомбардировочный авиационный полк получил новый самолёт — Ту-22М3.
В 1994 году дивизия была расформирована вместе с 303-м тяжёлым бомбардировочным авиационным полком, 444-й тяжёлый бомбардировочный авиационный полк вошёл в прямое подчинение Командованию Дальней авиации.

## Командир дивизии

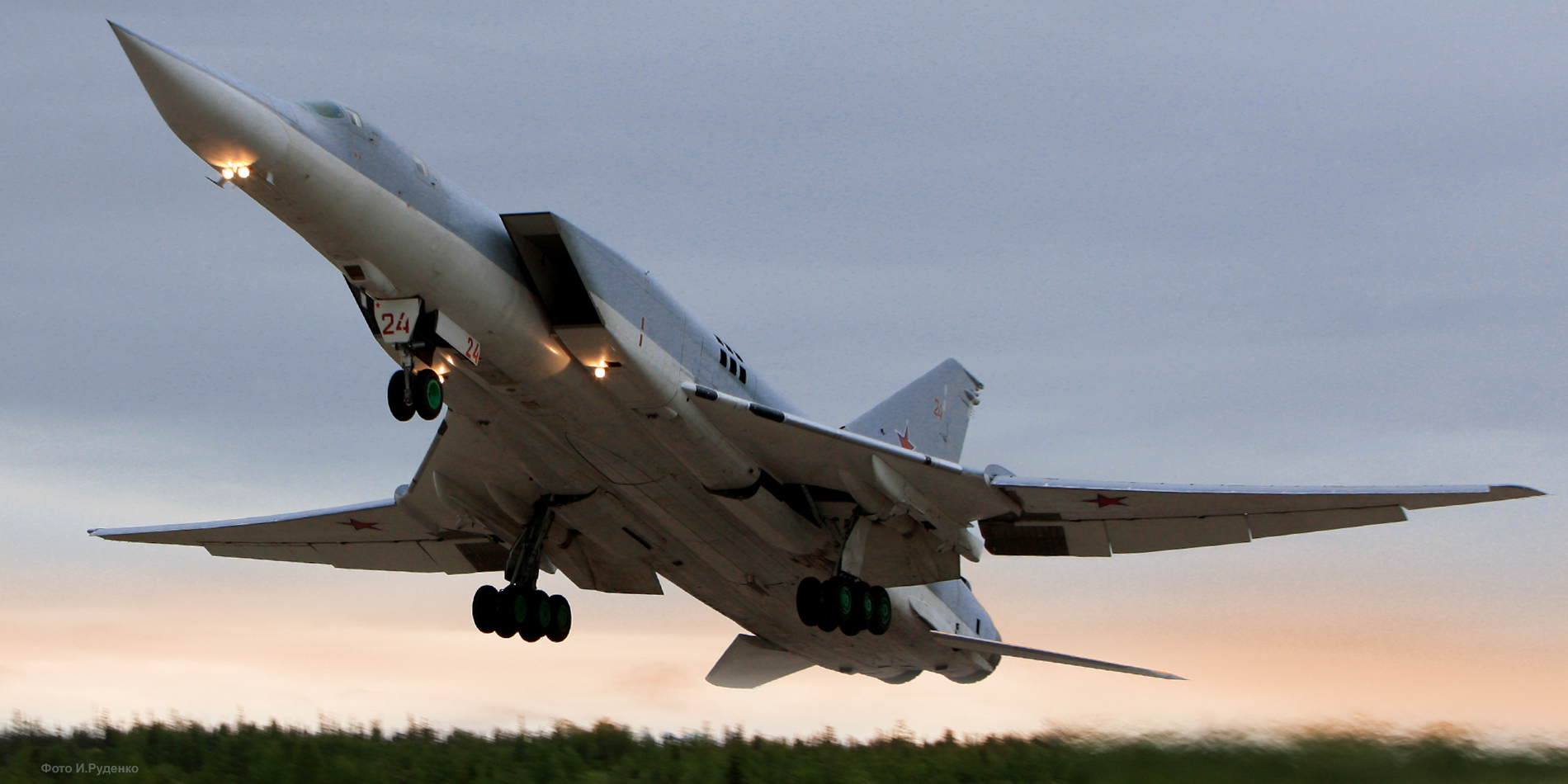
Самолёт Ту-22М3 получил 444-й полк дивизии.

| Звание                | Имя                            | Период                              | Примечание |
| --------------------- | ------------------------------ | ----------------------------------- | ---------- |
| генерал-майор авиации | Мельников Александр Георгиевич | лето 1945 года по февраль 1947 года |            |

## Благодарности Верховного Главнокомандующего
Дивизии за овладение всей Маньчжурией, Южным Сахалином и островами Сюмусю и Парамушир из группы Курильских островов, главным городом Маньчжурии Чанчунь и городами Мукден, Цицикар, Жэхэ, Дайрэн, Порт-Артур объявлена благодарность.